# Liste der Bodendenkmäler in Eschenlohe
Auf dieser Seite sind die Bodendenkmäler in der oberbayerischen Gemeinde Eschenlohe zusammengestellt. Diese Tabelle ist eine Teilliste der Liste der Bodendenkmäler in Bayern. Grundlage ist die Bayerische Denkmalliste, die auf Basis des Bayerischen Denkmalschutzgesetzes vom 1. Oktober 1973 erstmals erstellt wurde und seither durch das Bayerische Landesamt für Denkmalpflege geführt wird. Die folgenden Angaben ersetzen nicht die rechtsverbindliche Auskunft der Denkmalschutzbehörde.

## Bodendenkmäler in Eschenlohe
| Lage                   | Objekt | Akten-Nr.     | Bild           |
| ---------------------- | --- | ------------- | -------------- |
| (Standort)             | Holz-Kies-Straße der älteren römischen Kaiserzeit. | D-1-8333-0002 |                |
| (Standort)             | Vorgeschichtlicher Brandopferplatz sowie Höhensiedlung der Bronze- und Urnenfelderzeit (Zeilkopf).                                                                                | D-1-8333-0144 |                |
| (Standort)             | Burgstall Eschenlohe, Burgstall des hohen und späten Mittelalters sowie untertägige frühneuzeitliche Befunde im Bereich der katholischen Kapelle St. Nikolaus auf dem Vestbichel. | D-1-8433-0006 | weitere Bilder |
| (Standort)             | Straße der römischen Kaiserzeit. | D-1-8433-0009 |                |
| Dorfplatz 6 (Standort) | Untertägige spätmittelalterliche und frühneuzeitliche Befunde im Bereich der katholischen Pfarrkirche St. Clemens in Eschenlohe und ihres Vorgängerbaus.                          | D-1-8433-0010 | weitere Bilder |